# Bible polyglotte de Londres
Pour les articles homonymes, voir Bible polyglotte.
La Bible polyglotte de Londres (ou en abrégé Polyglotte de Londres ou Polyglotte de Walton) est une édition de la Bible en plusieurs langues (Bible polyglotte) imprimée à Londres entre 1654 et 1657.
Dernière grande Bible polyglotte, elle est éditée par Brian Walton en 1657. Elle complète celle de Paris, en particulier avec une version persane.
C'est à cette occasion qu'Edmund Castell produisit son Lexique Heptaglotte en 1669.